# Nirvana (альбом)
Nirvana — сборник хитов американской рок-группы Nirvana, выпущенный в октябре 2002 года. Это третий альбом группы, выпущенный после смерти Курта Кобейна и первый, содержащий студийный материал. Первой песней на нём помещена «You Know You're Right», чей студийный вариант до этого не был представлен публике.

## Список композиций
| №   | Название                            | Автор(ы)                | Альбом                    | Длительность |
| --- | ----------------------------------- | ----------------------- | ------------------------- | ------------ |
| 1.  | «You Know You're Right»             | Кобейн                  | ранее не издавалась       | 3:38         |
| 2.  | «About a Girl»                      | Кобейн                  | Bleach                    | 2:49         |
| 3.  | «Been a Son»                        | Кобейн                  | Blew (мини-альбом)        | 2:23         |
| 4.  | «Sliver»                            | Кобейн                  | Incesticide               | 2:14         |
| 5.  | «Smells Like Teen Spirit»           | Кобейн, Грол, Новоселич | Nevermind                 | 5:01         |
| 6.  | «Come as You Are»                   | Кобейн                  | Nevermind                 | 3:39         |
| 7.  | «Lithium»                           | Кобейн                  | Nevermind                 | 4:17         |
| 8.  | «In Bloom»                          | Кобейн                  | Nevermind                 | 4:15         |
| 9.  | «Heart-Shaped Box»                  | Кобейн                  | In Utero                  | 4:41         |
| 10. | «Pennyroyal Tea (Scott Litt remix)» | Кобейн                  | «Pennyroyal Tea» (сингл)  | 3:38         |
| 11. | «Rape Me»                           | Кобейн                  | In Utero                  | 2:51         |
| 12. | «Dumb»                              | Кобейн                  | In Utero                  | 2:34         |
| 13. | «All Apologies»                     | Кобейн                  | MTV Unplugged in New York | 3:51         |
| 14. | «The Man Who Sold the World»        | Дэвид Боуи              | MTV Unplugged in New York | 3:47         |

| №   | Название                                                                       | Автор(ы)    | {{{extra_column}}}        | Длительность |
| --- | ------------------------------------------------------------------------------ | ----------- | ------------------------- | ------------ |
| 15. | «Where Did You Sleep Last Night? (только на виниле и в международном издании)» | Lead Belly  | MTV Unplugged in New York | 5:08         |
| 16. | «Something in the Way (только на виниле и в международном издании)»            | Kurt Cobain | MTV Unplugged in New York | 4:01         |